# Cirrhitichthys
Genre
Cirrhitichthys  est un genre de poissons de la famille des cirrhitidés (appelés poissons-faucons ou éperviers).
Ils sont caractérisés par les touffes de cirrhes qui se trouvent au sommet des rayons durs de leur nageoire dorsale. 

## Liste d'espèces
Selon World Register of Marine Species (20 avril 2014) :
- Cirrhitichthys aprinus (Cuvier, 1829)
- Cirrhitichthys aureus (Temminck & Schlegel, 1842)
- Cirrhitichthys bimacula Jenkins
- Cirrhitichthys bleekeri Day, 1874
- Cirrhitichthys calliurus Regan, 1905
- Cirrhitichthys falco Randall, 1963
- Cirrhitichthys guichenoti (Sauvage, 1880)
- Cirrhitichthys mossambicus Smith
- Cirrhitichthys nigropunctatus Schultz
- Cirrhitichthys oxycephalus (Bleeker, 1855)
- Cirrhitichthys pinnulatus (Bloch)
- Cirrhitichthys randalli Kotthaus, 1976

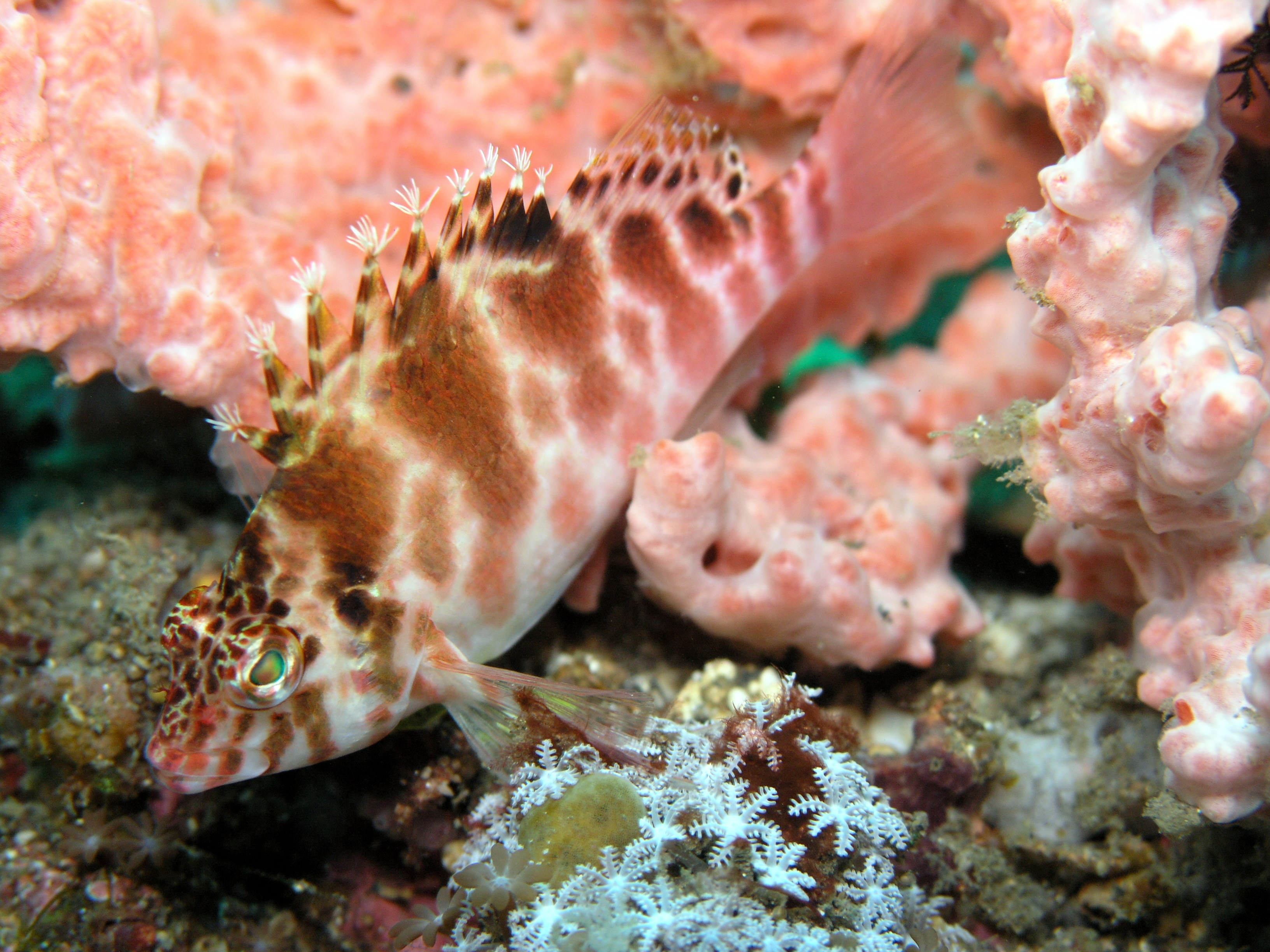
Cirrhitichthys aprinus
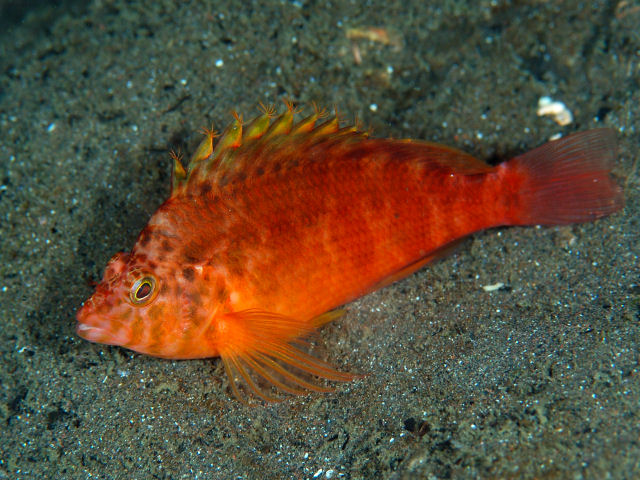
Cirrhitichthys aureus
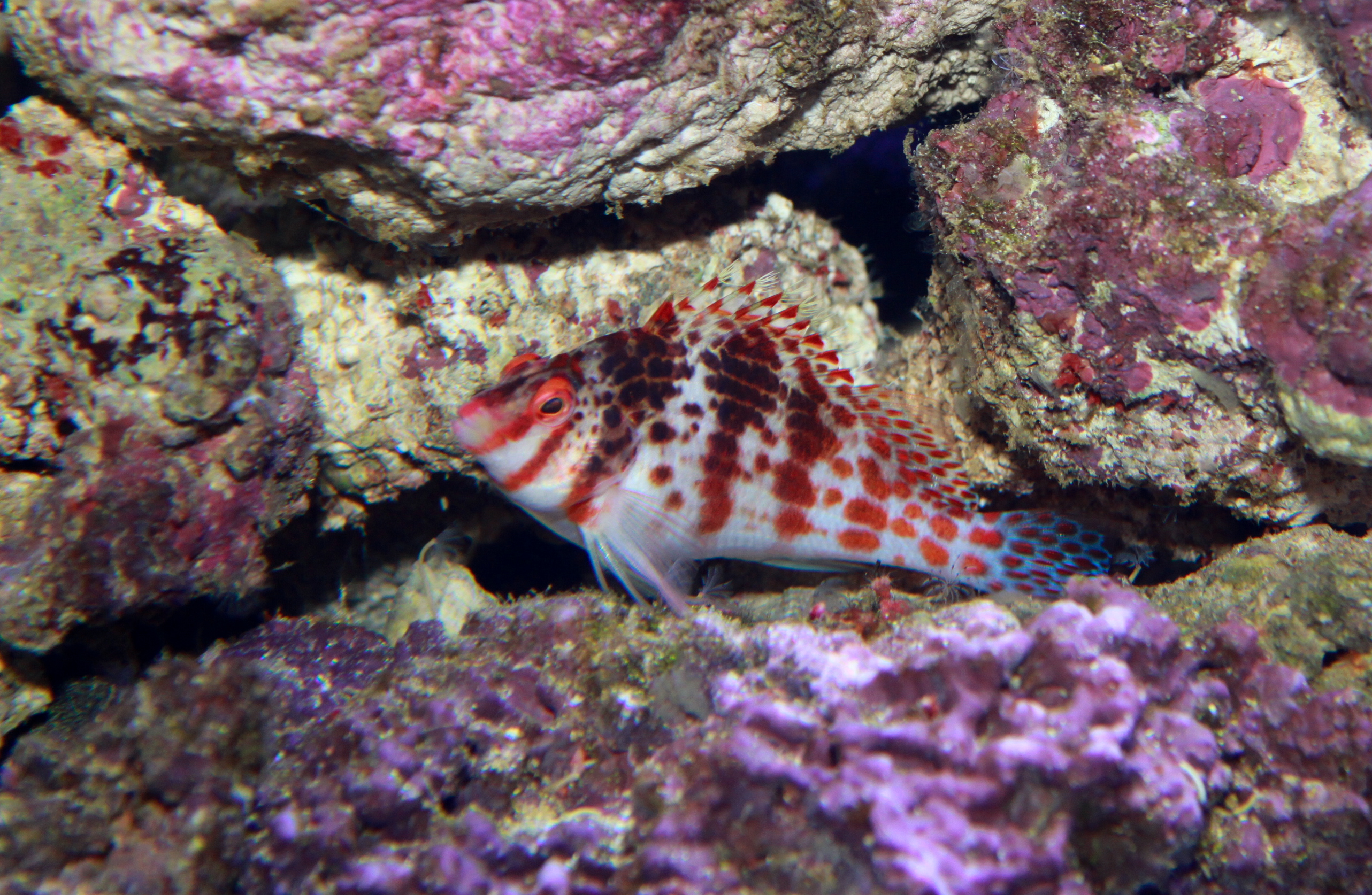
Cirrhitichthys falco
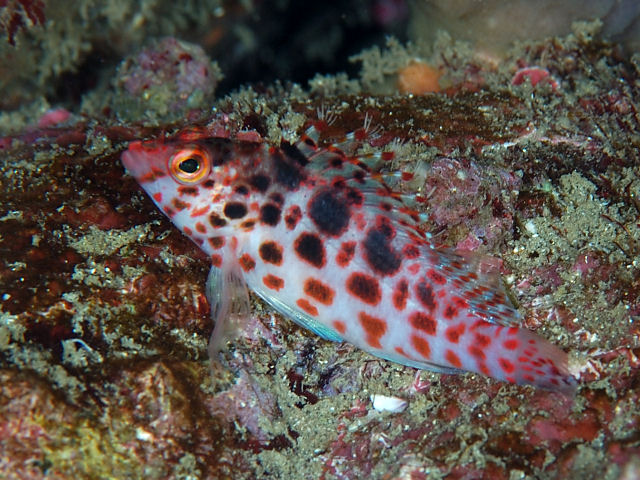
Cirrhitichthys oxycephalus
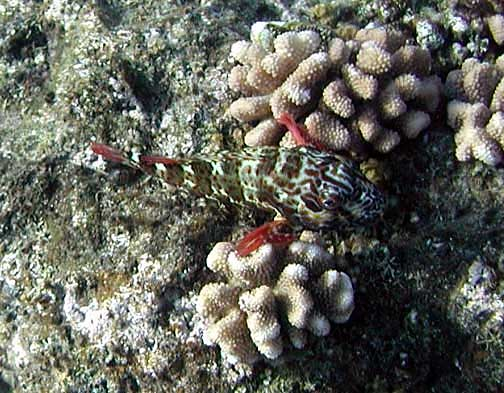
Cirrhitichthys pinnulatus